# Monções
Monções este un oraș în São Paulo (SP), Brazilia.